# 1.000.000 sterren
1.000.000 sterren is een single van de Nederlandse band Frank Boeijen Groep uit 1984. Het stond in hetzelfde jaar als zevende track op het album Kontakt, waar het de derde single van was, na Doe iets en Zwart wit

## Achtergrond
1.000.000 sterren is geschreven en geproduceerd door Frank Boeijen. Het is een lied uit het genre nederpop. Het lied gaat over vallende sterren en wat je wens zou zijn als er een zou vallen. In het lied wordt een verwijzing gemaakt naar de Libanese Burgeroorlog. De B-kant van de single is een liveversie van het nummer Het antwoord, eveneens geschreven door Boeijen. 

## Hitnoteringen
Het nummer had bescheiden succes in de Nederlandse hitlijsten. In zowel de Top 40 als de Nationale Hitparade piekte het op de 29e plaats. Het stond drie weken langer in de Nationale Hitparade (zeven weken ten opzichte van de vier weken in de Top 40).